# Парабены

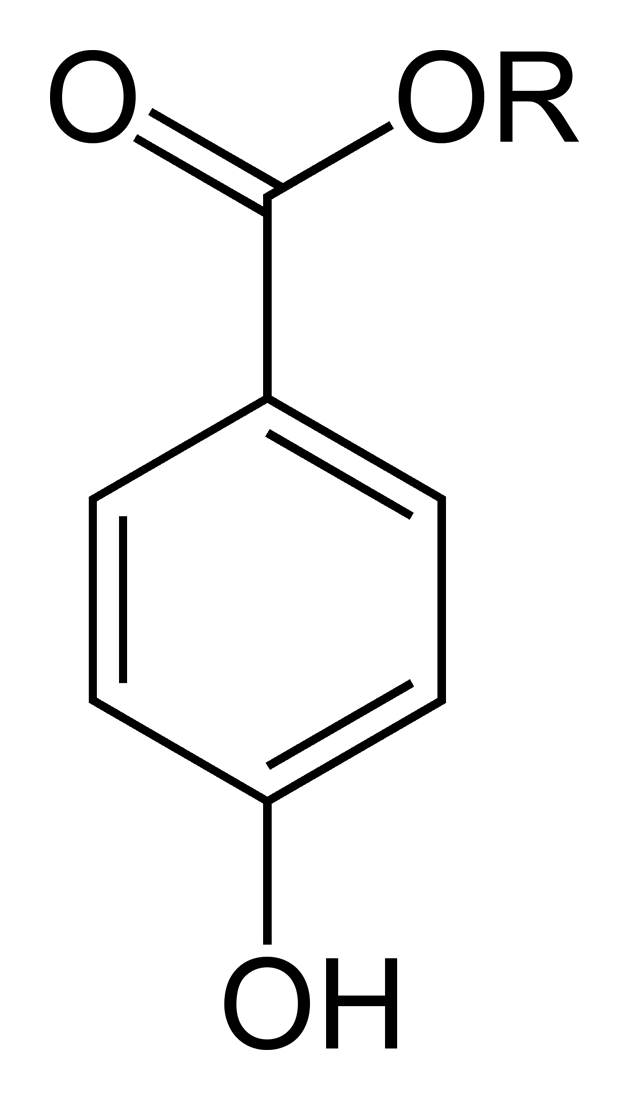
Общая химическая структура парабенов (пара-гидроксибензоатов). R — алкильный заместитель

Парабены — сложные эфиры пара-гидроксибензойной кислоты, широко используемые в качестве консервантов в косметической, фармацевтической и пищевой промышленности благодаря антисептическим и фунгицидным свойствам.
Популярность парабенов объясняется их эффективностью в качестве консервантов, низкой стоимостью, длительной историей использования и неэффективностью альтернативных природных консервантов, например экстракта семян грейпфрута.
Безопасность применения парабенов была поставлена под сомнение после их обнаружения в высокой концентрации в раковой опухоли груди. Тем не менее, причинно-следственная связь между использованием парабенов и возникновением онкологических заболеваний остается спорной.

## Химия
Парабены — сложные эфиры пара-гидроксибензойной кислоты, которая и дала название парабенам. Наиболее распространенные парабены: метилпарабен (код пищевой добавки — E218), этилпарабен (E214), пропилпарабен (E216) и бутилпарабен. Реже встречаются изобутилпарабен, изопропилпарабен, бензилпарабен, гептилпарабен (E209). Натриевые соли парабенов (например, E217) используются при необходимости увеличения их растворимости в воде.

### Синтез
Все коммерчески используемые парабены производятся синтетически. Их получают этерификацией пара-гидроксибензойной кислоты соответствующими спиртами. Пара-гидроксибензойную кислоту получают c использованием модифицированной реакции Кольбе — Шмитта из фенолята калия и диоксида углерода.

## Встречаемость в природе
Некоторые парабены были обнаружены в растениях. К примеру, метилпарабен был обнаружен в корнях кислицы клубненосной.

## Токсикология
Исследования острых, субхронических и хронических эффектов на грызунах показали, что парабены практически нетоксичны. Парабены быстро всасываются, метаболизируются и выводятся из организма. Основные метаболиты парабенов: п-гидроксибензойная кислота (pHBA), п-гидроксигиппуровая кислота (M1), п-гидроксибензойный глюкуронид (M3), п-карбоксифенилсульфат (M4).

### Аллергические реакции
У людей с нормальной кожей парабены не вызывают раздражения и повышенной чувствительности. Повышенной чувствительностью к парабенам могут обладать люди с повреждённой кожей, однако даже среди людей с хроническим дерматитом и хроническими язвами на ногах она встречается менее чем в 4 % случаев.
Аллергия на парабены в форме раздражения, контактного дерматита и купероза встречается редко, при этом с развитием индустрии беспарабеновой косметики число зарегистрированных случаев значительно уменьшилось. Тем не менее, аллергия на парабены давно известна и хорошо документирована, в то время как использование новых консервантов может привести к всплеску аллергии на эти менее изученные соединения.

### Рак молочной железы
Ряд специализированных исследований показал, что существует косвенно подтвержденная корреляция между применением парабенов и возникновением рака груди. Высокая концентрация парабенов была обнаружена в раковых опухолях; точнее, в ходе британского исследования выяснилось, что высокая концентрация парабенов в опухолях наблюдается в 18 из 20 случаев рака груди. Эти открытия, наряду с доказанной способностью парабенов имитировать эстрогены (женские гормоны, известные своей ролью в развитии рака груди), привели некоторых ученых к выводу, что применение парабенов связано с возникновением рака груди; прозвучали требования провести исследования на предмет наличия или отсутствия причинно-следственной связи. Филиппа Дарбр, молекулярный биолог из Университета Рединга (Великобритания), заявляет, что наличие сложноэфирной группы у парабенов, обнаруженных в опухолях, указывает на их происхождение из чего-то, что наносилось на кожу (например, подмышечного дезодоранта, крема или спрея для тела), и что полученные ею результаты позволяют объяснить, почему до 60 % всех опухолей молочной железы обнаруживаются только в одной пятой области груди — верхнем внешнем квадранте, ближайшем к подмышкам.

«Результаты исследования не позволяют утверждать, что парабены действительно вызывают опухоли, но их применение определенно может быть связано с общим ростом количества случаев рака груди. Учитывая, что рак груди — распространенный убийца женщин, и что очень многие девушки пользуются подмышечными дезодорантами, я думаю, что нам следует провести полноценные дальнейшие исследования парабенов и их накопления в различных органах»,

— говорит Филип Харви, редактор Журнала прикладной токсикологии, который опубликовал исследование. В 2004 году исследование Северо-западного университета США показало, что ранний возраст диагностики рака груди связан с частым применением антиперспирантов/дезодорантов и бритьем подмышек. «Я лично полагаю, что существует сильная корреляция между гигиеной подмышек и раком груди», — говорит иммунолог Крис МакГраф (Kris McGrath), автор исследования.
Это исследование поддержало популярное мнение о том, что парабены, содержащиеся в подмышечных дезодорантах и прочей косметике, могут переноситься в ткани груди и способствовать развитию опухолей. Прямых доказательств причинно-следственной связи между парабенами и раком, однако, не было представлено. В 2005 году исследование данных, доступных на тот момент, показало, что «парабены биологически неспособны увеличивать риск любых обусловленных эстрогенами заболеваний, включая заболевания мужской половой системы или рак груди», и что «в худшем случае, ежедневное воздействие парабенов представляет существенно меньший риск по сравнению с воздействием природных веществ, вызывающих эндокринные нарушения, таких как фитоэстроген дайдзеин, который входит в состав некоторых пищевых продуктов». Американское онкологическое общество также сделало следующие выводы:
- недостаточно научных доказательств для утверждения, что использование косметики, например антиперспирантов, увеличивает индивидуальный риск развития рака груди,
- «необходимы дальнейшие исследования, чтобы установить, какое влияние (если оно есть) парабены могут оказывать на развитие рака груди»[16] .

Проведенные к настоящему времени исследования не подтверждают причинно-следственной связи между парабенами и возникновением опухолей, но и не показывают, что парабены безопасны. Влияние длительного применения парабенов на здоровье человека до сих пор в целом не изучено.
Следующее системное исследование, проведенное в 2008 году, было посвящено изучению в общей сложности 59 публикаций (19 из которых были отобраны для тщательного анализа) с целью ответа на следующие вопросы:
1. Существуют ли экспериментальные или биологические данные, подтверждающие потенциальную связь между использованием дезодорантов/антиперспирантов и раком груди?
2. Способствует ли использование дезодорантов/антиперспирантов увеличению риска возникновения рака груди?
3. Может ли существовать причинно-следственная связь между использованием дезодорантов/антиперспирантов и возникновением рака груди?

Авторы исследования утверждают об отсутствии «научных доказательств в поддержку выдвинутых гипотез» и о том, что «по-видимому, не существует предположений о каких-либо новых путях исследований в данном направлении». Они пришли к следующему выводу: «в конечном счете, по-видимому, можно утверждать, что этот вопрос не является проблемой здравоохранения, и поэтому дальнейшие исследования по данной теме представляются бесполезными» («Au final, il semble possible d’affirmer que cette question ne constitue pas un problème de santé publique et qu’il apparaît donc inutile de poursuivre les recherches sur ce sujet»).

### Эстрогенная активность
Эксперименты на животных показали, что парабены обладают слабой эстрогенной активностью, воздействуя как ксеноэстрогены. В исследованиях in vivo эффект бутилпарабена оказался приблизительно в 100 000 раз слабее по сравнению с эффектом эстрадиола и наблюдался при дозах приблизительно в 25 000 раз выше обычно применяемых при консервации продуктов. В ходе исследования также было обнаружено, что эстрогенная активность парабенов in vivo на три порядка слабее по сравнению с их активностью in vitro.
Эстрогенная активность парабенов возрастает по мере удлинения алкильной группы. Полагают, что пропилпарабен также обладает некоторой эстрогенной активностью, хотя ожидается, что она ниже активности бутилпарабена по причине менее липофильного характера пропильной группы. Поскольку считается, что эстрогенная активность бутилпарабена пренебрежимо мала при обычных способах использования, тот же вывод можно сделать и в отношении его аналогов с более короткой цепью.
Известно, что некоторые эстрогены способствуют развитию опухолей, однако эстрогенная активность и мутагенная активность эстрогенов — не одно и то же; последняя обусловлена воздействием свободных радикалов, а не активностью эстрогенных рецепторов. Тем не менее, это исследование выявило некоторые сомнения относительно безопасности использования бутилпарабена (и, в меньшей степени, других парабенов) в косметических средствах и антиперспирантах. В исследовании по оценке безопасности парабенов (2005) был сделан вывод о том, что на основании имеющихся на тот момент данных косметика, содержащая парабены, не представляет собой угрозу для здоровья, поскольку парабены содержатся в ней в малых дозах, а вероятность их проникновения в ткани в неизмененном виде с последующим накоплением незначительна.
Когда парабены попадают в организм вместе с пищей, они метаболизируются и теряют сложноэфирную группу, что приводит к ослаблению их воздействия в качестве имитаторов эстрогена.

### Совместное воздействие парабенов и солнечного света
Исследования показали, что метилпарабен, нанесенный на кожу, взаимодействует с ультрафиолетом, способствуя старению кожи и повреждению ДНК.

## Регулирование
В 2006 году Европейская научная комиссия по потребительским продуктам (ЕНКПП, англ. SCCP) установила, что доступные данные по парабенам не позволяют дать решающий ответ на вопрос, безопасны ли пропил-, бутил- и изобутилпарабен при использовании в косметических средствах при индивидуальной концентрации до 0,4 % (разрешенный предел в ЕС).
Согласно совместному докладу Американского общества изучения рака, Управления по санитарному надзору за качеством пищевых продуктов и медикаментов (FDA) и Скандинавского общества косметической химии, опубликованному в 2008 году и составленному на основании анализа более тысячи независимых исследований, использование парабенов в косметической промышленности не представляет опасности.
Однако, с 2014 года Франция запретила использование таких парабенов, как изопропил-, изобутил-, пентил- и бензилпарабен. Комиссия по безопасности косметических продуктов посчитала, что несмотря на многочисленные подтверждения безопасности использования парабенов в установленных концентрациях, требуются дополнительные исследования.

## Полемика
Вышеупомянутые исследования привели к дискуссиям в научной среде и в массах. Статья Ф. Дарбр вызвала некоторую обеспокоенность в связи с возможной канцерогенностью или эстрогенной активностью парабенов в результате их длительного использования в качестве консервантов.
Представители косметической индустрии в основном полагают, что парабены, как и большинство других косметических ингредиентов, безопасны при длительном использовании с точки зрения правил безопасности и последних научных исследований. Общественные организации, которые способствуют повышению осведомленности о косметических ингредиентах, полагают, что необходимы дальнейшие исследования для оценки безопасности парабенов. Беспокойство в обществе, порожденное информацией о возможной опасности использования парабенов, привело потребителей и компании к поиску альтернатив. В экстракте семян грейпфрута, который продвигался на рынке как натуральный консервант, были обнаружены искусственные консерванты (бензэтония хлорид, метилпарабен и триклозан); тем не менее, существует натуральный консервант, состоящий из экстракта семян грейпфрута и глицерина.